# 日置江村
日置江村（ひきえむら）は、岐阜県稲葉郡にあった村である。
現在の岐阜市南西部であり、2006年に羽島郡柳津町が岐阜市に編入されるまでは岐阜市の最南端の地域である。現在の地名は、次木、茶屋新田、日置江、高河原などである。
長良川と大江川に挟まれており、かつては洪水による被害が多かったという。

## 歴史
- 江戸時代末期、この地域は厚見郡であり、加納藩領であった。
- 1889年（明治22年）7月1日 - 町村制により厚見郡日置江村が村制施行。
- 1897年（明治30年）4月1日[1] - 各務郡、厚見郡、方県郡（一部）が合併し、稲葉郡となる。
- 1897年（明治30年）4月1日 - 日置江村、茶屋新田、次木村、高河原村が合併し、日置江村になる。
- 1958年（昭和33年）4月1日 - 岐阜市に編入され、日置江村は消滅する。

## 小・中学校
- 日置江村立且格小学校（現・岐阜市立且格小学校）
- 岐阜市羽島郡柳津町稲葉郡日置江村中学校組合立南部中学校（1963年に統合。現・岐阜市立境川中学校）